# 育英馆大学
育英馆大学（日语：／ Ikueikan Daigaku *；英語名：Ikueikan University），旧名为稚內北星學園大學（日语：／ Wakkanai Hokusei Gakuen Daigaku *），是一所位於日本北海道稚内市若葉台的私立大學。成立於2000年。學校的前身稚內北星學園短期大學成立於1987年。2022年更改为现名称。

## 外部連結
- Official website （日語）
- Official website （英文）